# Anthony Collins
Pour les articles homonymes, voir Anthony Collins (homonymie) et Collins.
Anthony Collins (né le 21 juin 1676 à Heston, près de Londres et mort le 13 décembre 1729), est un libre penseur et philosophe anglais.

## Biographie
Il est l'élève et l'ami de John Locke. Il professe sur plusieurs points de la religion et de la métaphysique des opinions hardies pour l'époque, et passa sa vie dans de perpétuelles controverses ; il est même plusieurs fois obligé de se réfugier en Hollande. Il exerce néanmoins des fonctions importantes dans la magistrature.
Ses principaux ouvrages sont : 
- Essai sur l'usage de la raison, 1707 ;
- Lettre à Dodwell sur l'immortalité de l'âme, 1708 ;
- A Discourse of Free-Thinking, 1713 (trad. française Discours sur la liberté de penser, 1714).;
- Recherches sur la liberté de l'homme, 1717 (elle n'est, selon lui, que l'exemption de la contrainte physique) ;
- A Discourse on the Grounds and Reasons of the Christian Religion, 1724 (trad. française Examen des prophéties qui servent de fondement à la religion chrétienne, 1768).

Il a pour adversaires Samuel Clarke, William Whiston, Thomas Sherlock, Benjamin Hoadly, etc.

### Éditions critiques
- Anthony Collins, Discours sur la liberté de penser. Édition critique établie par Pascal Taranto et Jean-Michel Vienne. Éditions Honoré Champion, 2009. 1 vol., 224 p., relié, 15 x 22 cm.  (ISBN 978-2-7453-1787-2)

## Source
Cet article comprend des extraits du Dictionnaire Bouillet. Il est possible de supprimer cette indication, si le texte reflète le savoir actuel sur ce thème, si les sources sont citées, s'il satisfait aux exigences linguistiques actuelles et s'il ne contient pas de propos qui vont à l'encontre des règles de neutralité de Wikipédia.